# Kostin Dol
Kostin Dol (en macédonien Костин Дол) est un village de l'est de la Macédoine du Nord, situé dans la municipalité de Kotchani. Le village comptait 20 habitants en 2002.

## Démographie
Lors du recensement de 2002, le village comptait :
- Macédoniens : 20